# Donald Shea
Donald Jerome Shea, conocido como "Shorty" (Chatsworth, California, 18 de septiembre de 1933-26 de agosto de 1969), fue un actor y doble de riesgo de Hollywood, víctima de asesinato. La ubicación de su cuerpo fue descubierta en 1977, ocho años después de su muerte. El líder de la familia Manson Charles Manson y los miembros Steve Dennis Grogan y Bruce Davis fueron condenados finalmente por asesinar a Shea. Tex Watson fue otro posible participante en el asesinato, pero nunca fue acusado.

## Vida
Donald Shea nació en Massachusetts el 18 de septiembre de 1933. Según su informe de autopsia, Shea sirvió en la Fuerza Aérea de los Estados Unidos (s/n AF 11 270 704) desde diciembre de 1954 hasta junio de 1956.
Hay pruebas anecdóticas de que Shea tuvo un hijo con una mujer llamada Judith Ellen Lawson, llamado Ray o Roy, quién murió en la infancia en 1960 en Hood, Texas.
Luego se mudó a California para seguir una carrera en la actuación; aunque su sueño era seguir una carrera cinematográfica en Hollywood, acabó trabajando principalmente como doble de riesgo en westerns: era de complexión fuerte y medía casi 1,93 m. Luego trabajó en el Spahn's Movie Ranch como portero y peón en el rancho, un antiguo set de películas de Hollywood que se había convertido en un establo para montar a caballo. Su informe de autopsia lo identifica como "capataz" del rancho. 
Según los informes, Shea se llevaba bien con los otros empleados del rancho. Cuando la familia Manson se mudó al Spahn Ranch, Shea inicialmente coexistió pacíficamente con ellos pero, con el tiempo, Charles Manson comenzó a menospreciarlo porque Shea se había casado con una mujer negra llamada Magdalena. Manson odiaba y desconfiaba de los negros, y se disgustaba cuando los amigos de Magdalena aparecían en el rancho. Magdalena trabajaba como estríper, se quedó en el rancho solo unas pocas semanas antes de dejar a Shea y regresar a Las Vegas. Según el informe de la autopsia de Shea, Magdalena finalmente se instaló en Lexington, Kentucky. 
Finalmente, Shea planeó ayudar a George Spahn a sacar a la Familia del rancho Spahn cuando los roces del grupo con la ley crecieron.

## Asesinato
Shea fue asesinado el 26 de agosto de 1969. Manson había decidido asesinar a Shea porque creía que era el que los había denunciado a la policía, lo que había dado lugar a una redada en el rancho el 16 de agosto donde la Familia fue detenida por sospecha de robo de automóviles. El miembro Bruce Davis afirmó que la decisión de matar a Shea vino de Manson porque lo consideraba un "soplón". Manson le dijo a Davis, Tex Watson, y a Steve Grogan que le pidieran dar un paseo hasta un patio cercano al rancho. Según Davis, se sentó en el asiento trasero con Grogan, quien luego golpeó a Shea con una llave de tubo y Watson lo apuñaló. Llevaron a Shea por una colina detrás del rancho y lo apuñalaron y torturaron brutalmente hasta la muerte. Bruce Davis recordó en sus audiencias de libertad condicional:

"Estaba en el automóvil cuando Steve Grogan golpeó a Shorty con la llave para tubos. Charles Watson lo apuñaló. Tuvieron que bajar la colina a un lugar. Me quedé en el auto por un buen rato, pero... bajé la colina más tarde y ahí fue cuando corté a Shorty en el hombro con el cuchillo, después de que estaba... bueno, no sé... yo... no sé si estaba muerto o no. No sangró cuando lo corté en el hombro.

Cuando aparecí, ya sabes, él estaba... estaba incapacitado. No sé si... preguntaste si estaba inconsciente, no sé. Puede que sí o puede que no. No parecía consciente. No se movía ni decía nada. Y comenzó Manson entregándome el machete como si supusiera que debía... quiero decir, sé lo que quería. Pero sabes que no podría hacer eso. Y yo... de hecho, toqué a Shorty en la nuca con el machete, no le rompí la piel. Quiero decir que simplemente no pude hacerlo. Y luego tiré el cuchillo... y él me entregó una bayoneta y... simplemente me estiré y... no sé de qué lado estaba pero lo corté justo aquí en el hombro con la punta de la hoja. Algo así como decir: "¿Estás satisfecho, Charlie?".

Y me di la vuelta y me alejé. Y yo... estuve enfermo como dos o tres días. Quiero decir que ni siquiera podía pensar en lo que... había hecho."

 
Otro motivo para el asesinato podría haber surgido de una pelea entre Charles Manson y Shea en la casa de la calle Gresham en Canoga Park, California, que Manson compartió con Bill Vance y varios miembros de la familia Manson. Windy Bucklee, esposa del peón del rancho Spahn Randy Starr, fue golpeada por Charles Manson por su negativa de dejarles su camioneta a Manson y Vance para robos. En los días anteriores, la policía cuestionó a Bucklee por una serie de robos en los que su camioneta había sido identificada. Se dio cuenta de que Manson y Vance habían tomado prestado su vehículo para cometer estos robos y decidieron dejar de apoyarlos.
Cuando Shea se enteró de que Manson agredió a Bucklee, fue a la casa de Gresham Street y agredió a Manson y Vance con amenazas de que permanecieran lejos del Spahn Ranch.
Después de que Manson se mudara al rancho, Larry Bailey, uno de los miembros más nuevos de la Familia Manson, estaba espiando a Shea para Manson y fue capturado rápidamente. Como resultado, Shea, Bucklee y otros desnudaron a Bailey y lo ataron a un árbol frente al camino principal para enviar un mensaje a los demás.
Según Bruce Davis y Steve "Clem" Grogan, que participaron en el asesinato de Shea, Bill Vance y Larry Bailey también estuvieron presentes en el asesinato.

## Encubrimiento y admisión
En un gran testimonio del jurado, la miembro de la Familia Barbara Hoyt relató escuchar los gritos que la aterrorizaron tanto que decidió escapar de la familia, temiendo que ella pudiera ser la siguiente.
"Fue alrededor de las 10:00 p.m. cuando escuché un grito largo, ruidoso y de sangre", dijo, "Luego se calmó durante un minuto más o menos y los gritos vinieron una y otra vez, parecía continuar para siempre, no tengo duda de que Shorty estaba siendo asesinado en ese momento". Cuando Shea murió, Grogan lo enterró, y el rumor era que había sido "desmembrado en nueve pedazos".
El testimonio de Hoyt de la hora aproximada del asesinato de Shea contradice las historias oficiales dadas por los participantes Davis y Grogan en sus audiencias de libertad condicional. Windy Bucklee fue entrevistada tiempo después y confirmó que Shea no era el tipo de persona que gritaba y suplicaba, y habría luchado hasta la muerte.
El 9 de diciembre de 1969, el Mercury de 1962 de Shea fue encontrado con un baúl dentro con algunas de sus posesiones y un par de botas vaqueras teñidas de sangre que le pertenecían. Se encontró una huella sanguinolenta de la palma de Davis en el baúl.

## Restos localizados
Los restos óseos de Shea fueron descubiertos enterrados en una ladera cerca de Santa Susana Road junto al Rancho Spahn en diciembre de 1977 después de que Steve Grogan, uno de los condenados por el asesinato, acordó ayudar a las autoridades en la recuperación del cuerpo de Shea dibujando un mapa con su ubicación. Según el informe de la autopsia, su cuerpo, que al contrario de lo que decían los rumores no había sido descuartizado, sufrió múltiples puñaladas con heridas punzantes en el pecho y un traumatismo contundente en la cabeza.
El sargento Bill Gleason, LASO Homicide, el Forense Adjunto John Mossberger y el Sheriff Adjunto Barry Jones, LASO Homicide, estaban en el sitio cuando los restos fueron exhumados en 1977.[cita requerida] Gleason había sido el oficial que obtuvo la orden de registro del rancho en la redada de agosto de 1969.
Shea tenía casi 36 años cuando fue asesinado. Está enterrado en una parcela comunitaria en el Parque Memorial de la Abadía de Ángeles en Los Ángeles, California.